# Cyprinus micristius
 Cyprinus micristius és una espècie de peix cipriniforme de la família dels ciprínids que es troba al llac Dian Chi (Yunnan, Xina).